# Bányai István (tanár)
Felsőbányai Bányai István (Erdőhorváti, 1711 – Erdőhorváti, 1767. május 25.) református lelkész, egyházi író, kollégiumi tanár.

## Élete
Tanult Sárospatakon, ahol a felsőbb tudományok hallgatói sorába 1727. október 23-án lett beiktatva; német nyelvet Pozsonyba ment tanulni; visszatérvén Sárospatakra 1736-ban a szónoklat tanítója lett; innen 1740 elején az franekeri (március 4.) és a leideni egyetemre ment. Hazatérte után 1743-ban a szónoklat és történelem tanára lett Sárospatakon; székfoglaló beszédet mondott 1744. február 7-én De libertate artium humaniorum nutrice címmel; még azon év juliusában a természeti jog tanítása is tisztévé tétetett. 1767. február 23-án kilépett hivatalából és Erdőhorvátiba vonult vissza.

## Művei
- Gileadi balsamom a döghalál ellen. Lampe Fridrik Adolf után németből ford. Franekera. 1741.
- Dissertatio prima ad vaticinia Danielis de capite aureo statuae et prima bestia. Uo. 1742.
- Supremum pietatis munus. Kolozsvár. 1748. (Magyar halotti beszéd Szathmári Paksi Mihály felett 1744. jun. 16.)

Kéziratban maradtak: Historia universalis, Jus naturae et gentium, Quaestiones juris naturalis és több nevezetes férfiú felett magyarul tartott halotti beszéde.
Albuma, melybe barátai s tisztelői írtak emléksorokat, az Országos Széchényi Könyvtár kézirattárában van.